# جامعة ستوكتون
جامعة ستوكتون (بالإنجليزية: Stockton University)، وهي جامعة عامة في بلدة جالواي، نيو جيرسي. إنه جزء من نظام التعليم العالي العام في نيو جيرسي. سميت باسم ريتشارد ستوكتون، أحد الموقعين في ولاية نيو جيرسي على إعلان الاستقلال. تأسست في عام 1969، قبلت ستوكتون فئة ميثاقها عام 1971. عند افتتاحه في عام 1971، أقيمت الدروس في فندق ماي فلاور في أتلانتيك سيتي؛ بدأ الحرم الجامعي في بلدة جالواي العمل في أواخر عام 1971. تم تسجيل ما يقرب من 10000 طالب في ستوكتون وهي معتمدة من قبل لجنة الولايات الوسطى للتعليم العالي.

## تاريخ
في نوفمبر 1968، وافقت نيوجيرسي على 202.5 مليون دولار (ما يعادل 1507 مليون دولار في 2020) إصدار سندات بناء رأسمالية بمبلغ مخصص قدره 15 مليون دولار (ما يعادل 112 مليون في 2020) مخصصة لبناء كلية حكومية جديدة في جنوب نيو جيرسي. في عام 1969، تم 1,600 أكر (650 ها) للحرم الجامعي في قلب باين بارينز في بلدة جالواي. أطلق الأمناء على المدرسة في الأصل اسم «كلية ولاية جنوب جيرسي»، لكنهم أعادوا تسميتها لاحقًا إلى «ستوكتون كلية الدولة»، لتجنب الالتباس مع كلية روتجرز بجنوب جيرسي.
في عام 1970، عندما بدأ البناء يتأخر عن موعده، أدرك الأمناء أنهم بحاجة إلى موقع بديل للدرجة الأولى في عام 1971. اختاروا فندق ماي فلاور التاريخي في أتلانتيك سيتي ليكون الحرم الجامعي المؤقت. 
بدأت الدروس في الموعد المحدد مع بدء العام الدراسي الأول في سبتمبر 1971. تشكلت الكلية حيث تولى 1000 طالب (50 منهم من طلاب صندوق الفرص التعليمية)، و 97 موظفًا، و 60 عضو هيئة تدريس بدوام كامل تولي فندق المنتجع السابق. بحلول ديسمبر 1971، تم شغل المرحلة الأولى من بناء الحرم الجامعي الجديد، مع نقل الفصول والمكاتب إلى بلدة غالاوي خلال فترة العطلة الشتوية.
تم منح اعتماد كلية ستوكتون الحكومية من قبل رابطة الولايات الوسطى للكليات والمدارس لأول مرة في ديسمبر 1975. في يوليو 1991، تمت إعادة اعتماد الكلية دون قيد أو شرط لمدة 10 سنوات أخرى من قبل لجنة رابطة الولايات الوسطى للتعليم العالي، وتم التأكيد على اعتماد الولايات الوسطى مؤخرًا في عام 2012. 
في عام 1978، أقر الكونجرس الأمريكي تشريعًا لإنشاء محمية نيو جيرسي بينيلاندز الوطنية، وهي أول محمية من نوعها في الدولة، لحماية البيئة والمياه الجوفية في المنطقة، والتي تخدم منطقة العاصمة الكبيرة. في عام 1988، صنفتها الأمم المتحدة كمحمية دولية للمحيط الحيوي، تقديراً لأهميتها.
استمرت ستوكتون في النمو بسرعة. افتتح الإسكان الثاني في نوفمبر 1981. مع افتتاح مركز كلية إن ونج للإسكان الثالث في فبراير 1983، حققت ستوكتون كلية الدولة معدل إقامة مرتفع للطلاب بين كليات ولاية نيو جيرسي.[بحاجة لمصدر]
في عام 1993، تم تغيير اسم الكلية إلى كلية ريتشارد ستوكتون في نيو جيرسي. وافقت روشيل هندريكس، وزيرة التعليم العالي في ولاية نيو جيرسي، على عريضة ستوكتون لتصبح جامعة في 13 فبراير 2015. في 18 فبراير 2015، صوت مجلس أمناء ستوكتون لتغيير ختم الكلية السابقة ليعكس الاسم الجديد، جامعة ستوكتون. كما صوتت اللجنة التنفيذية لمجلس رؤساء نيوجيرسي، الذي يمثل رؤساء الكليات والجامعات العامة والخاصة والمجتمعية بالولاية التي تتلقى مساعدات حكومية، لصالح التغيير. في فبراير 2015، مُنحت الكلية وضع الجامعة وتم تغيير اسمها رسميًا إلى جامعة ستوكتون في 18 فبراير 2015.

### الرؤساء

#### ريتشارد إي بيورك
قاد ريتشارد إي بيورك الكلية حيث تخرجت من فصولها الأولى ووسعت برامجها وحصلت على الاعتماد في عام 1975، وهو العام الذي أكملت فيه المرحلة الثانية من الحرم الجامعي. في العام التالي، تم افتتاح مركز الفنون المسرحية، وهو مصدر مجتمعي وحرم جامعي.

#### بيتر م ميتشل
قاد ميتشل خلال النمو المستمر حيث اقترب الالتحاق من 5000 طالب. تم افتتاح مركز الإسكان الثاني، وهي مرافق سكنية للطلاب، في نوفمبر 1981 ومركز كلية إن ونج في فبراير 1983. 

#### فيرا كينج فارس
أنشأت فيرا كينج فارس مركز المحرقة في عام 1990، وأول برنامج ماجستير في البلاد لدراسات الهولوكوست والإبادة الجماعية في عام 1999.   وجهت الكلية لتبني التصميمات والممارسات المستدامة، وأشرفت على التوسع خلال التسعينيات، بما في ذلك بناء مبنى الفنون والعلوم، الذي صممه مايكل جريفز.

#### هيرمان ساتكامب
بتأكيده على المباني الخضراء، وجه هيرمان ساتكامب استكمال الخطة الرئيسية للحرم الجامعي في عام 2005 وبرنامج رأس المال الرئيسي، بما في ذلك تشييد أكبر مبنى، وهو مركز الحرم الجامعي، الذي تم افتتاحه في عام 2011. بدأ شراء 2010 لما يُعرف الآن باسم ستوكتون فندق سي فيو ونادي الجولف، وأنشأ معهد لويد دي ليفنسون للألعاب والضيافة والسياحة في كلية إدارة الأعمال، واتفاقية تعاونية في عام 2011 مع كلية إدارة الفنادق بجامعة كورنيل توسيع الفرص للطلاب في كلا المؤسستين في مجال الضيافة والسياحة. تحت قيادته، وسع ستوكتون انتشاره الجغرافي، وافتتح مواقع تعليمية في مقاطعة كيب ماي، مقاطعة المحيط ومقاطعة غرب أتلانتيك، نيوجيرسي. قاد أول حملة شاملة لجمع التبرعات في ستوكتون، والتي تجاوزت أهدافها بجمع 25.36 مليون دولار، بما في ذلك الهدايا التي ساعدت في تحويل مرافق وبرامج ستوكتون. أشرف ساتكامب على شراء ستوكتون لكازينو سنوبوت.
في 22 أبريل 2015، أعلن ساتكامب استقالته، لتصبح سارية المفعول في أو بعد 31 أغسطس 2015. في 23 أبريل، حصل ساتكامب على تصويت «بحجب الثقة» من قسم من أعضاء هيئة التدريس. في 28 أبريل، أُعلن أن ساتكامب يأخذ إجازة طبية فورية. 

#### هارفي كيسلمان
تم تعيين هارفي كيسلمان، وهو عميد سابق ونائب رئيس تنفيذي، رئيسًا بالنيابة عندما أعلن الدكتور ساتكامب عن نيته في الاستقالة ثم ذهب بعد ذلك في إجازة طبية.  أصبح كيسلمان رئيسًا مؤقتًا في 1 سبتمبر 2015، وعُين الرئيس الخامس لجامعة ستوكتون في اجتماع ديسمبر 2015 لمجلس أمناء الجامعة. تم تنصيب كيسلمان في 23 سبتمبر 2016. تحت قيادته، أضاف ستوكتون برامج أكاديمية جديدة، مثل الدكتوراه في القيادة التنظيمية ودرجة البكالوريوس في العلوم في ممارسة العلوم.  قاد توسعة كبرى للمرافق في حرم جالواي وعزز جذور الجامعة في أتلانتيك سيتي، حيث أخذ هو وطلاب آخرون فصولهم الدراسية الأولى عندما افتتحت ستوكتون في عام 1971.
تم الانتهاء من بناء مركز العلوم الموحد 2 بقيمة 33.2 مليون دولار ومبنى الفصل الدراسي بقيمة 15.2 مليون دولار في عام 2018، مما أدى إلى إنشاء ثلاثة أقسام من الأكاديمية الرباعية الجديدة ومدخل إلى الجامعة. تفاوض كيسلمان على شراكة بين القطاعين العام والخاص مع شركة شركة تنمية أتلانتيك سيتي، أو إيه سي ديفكو، لإنشاء حرم جامعي جديد في أتلانتيك سيتي مع مساكن لـ 533 طالبًا تطل على الشاطئ والممشى الخشبي. تضم ستوكتون أتلانتيك سيتي أيضًا مركزًا أكاديميًا لما يصل إلى 1800 طالب ومرآب للسيارات. تم افتتاح جميع مرافق ستوكتون الجديدة للفصول في خريف 2018. 

## حرم الجامعة
في عام 2010، أكملت الجامعة العديد من مشاريع البناء الكبرى ومبادرات أخرى. افتتح مركز الحرم الجامعي الجديد أبوابه بحفل قص الشريط في 7 مايو 2011. تم 154,000 قدم مربع (14,300 م2) كمبنى أخضر مستدام سيكون مكانًا جذابًا وشاملًا ومثيرًا للتجمع للمجتمع بأكمله.
افتتحت ستوكتون مركزًا علميًا موحدًا جديدًا بتكلفة 39.5 مليون دولار بأحدث المعدات في سبتمبر 2013. 66,350 قدم مربع (6,164 م2) ، المكون من ثلاثة طوابق، مدرسة ستوكتون للعلوم الطبيعية والرياضيات (NAMS)،  والتي تخرج أكثر من 20 بالمائة من جميع تخصصات الرياضيات والعلوم في كليات نيوجيرسي العامة والجامعات.
تم الانتهاء من بناء مركز العلوم الموحد 2 بقيمة 33.2 مليون دولار ومبنى الفصل الدراسي بقيمة 15.2 مليون دولار في عام 2018، مما أدى إلى إنشاء ثلاثة أقسام من الأكاديمية الرباعية الجديدة ومدخل إلى الجامعة.[بحاجة لمصدر]

### منتجع سي فيو
في أغسطس 2010، كجزء من توسعها في برنامج إدارة السياحة والفنادق في كلية إدارة الأعمال، أعلنت ستوكتون عن خطط لشراء منتجع منتجع سي فيو وملعب جولف القريب. في 1 سبتمبر 2010، أكملت ستوكتون الصفقة مقابل 20 مليون دولار. في عام 2010، أنشأت ستوكتون معهد لويد دي ليفنسون للألعاب والضيافة والسياحة (LIGHT)، وهو جزء من مدرسة ستوكتون للأعمال في أتلانتيك سيتي في مركز كارنيجي في ستوكتون.
في سبتمبر 2011، انتقل الطلاب الأوائل إلى سي فيو، الذي تم تشغيله كفندق من قبل فنادق ومنتجعات دولتشي، وهي منظمة ضيافة دولية. تم إدارة ملعبي الجولف من قبل ترون جولف. عاش الطلاب في برنامج دراسات إدارة الضيافة والسياحة في ستوكتون بالإضافة إلى طلاب آخرين هناك وعملوا وتعلموا من كبار المتخصصين في مجال الضيافة والسياحة، وهو جزء لا يتجزأ من اقتصاد جنوب نيوجيرسي.[بحاجة لمصدر]
أكملت جامعة ستوكتون رسميًا بيع فندق ستوكتون فندق ونادي الجولف سيفيو في 31 يوليو 2018 إلى كي دي جي كابيتال في فلوريدا مقابل 21,070,000 دولار. احتفظ الفندق باسم فندق ونادي الجولف سيفيو. ستواصل فنادق ومنتجعات دولتشي باي ويندهام إدارة الفندق بينما ستستمر ترون في تشغيل ملعبي الجولف المكونين من 18 حفرة.[بحاجة لمصدر]

### حرم أتلانتيك سيتي

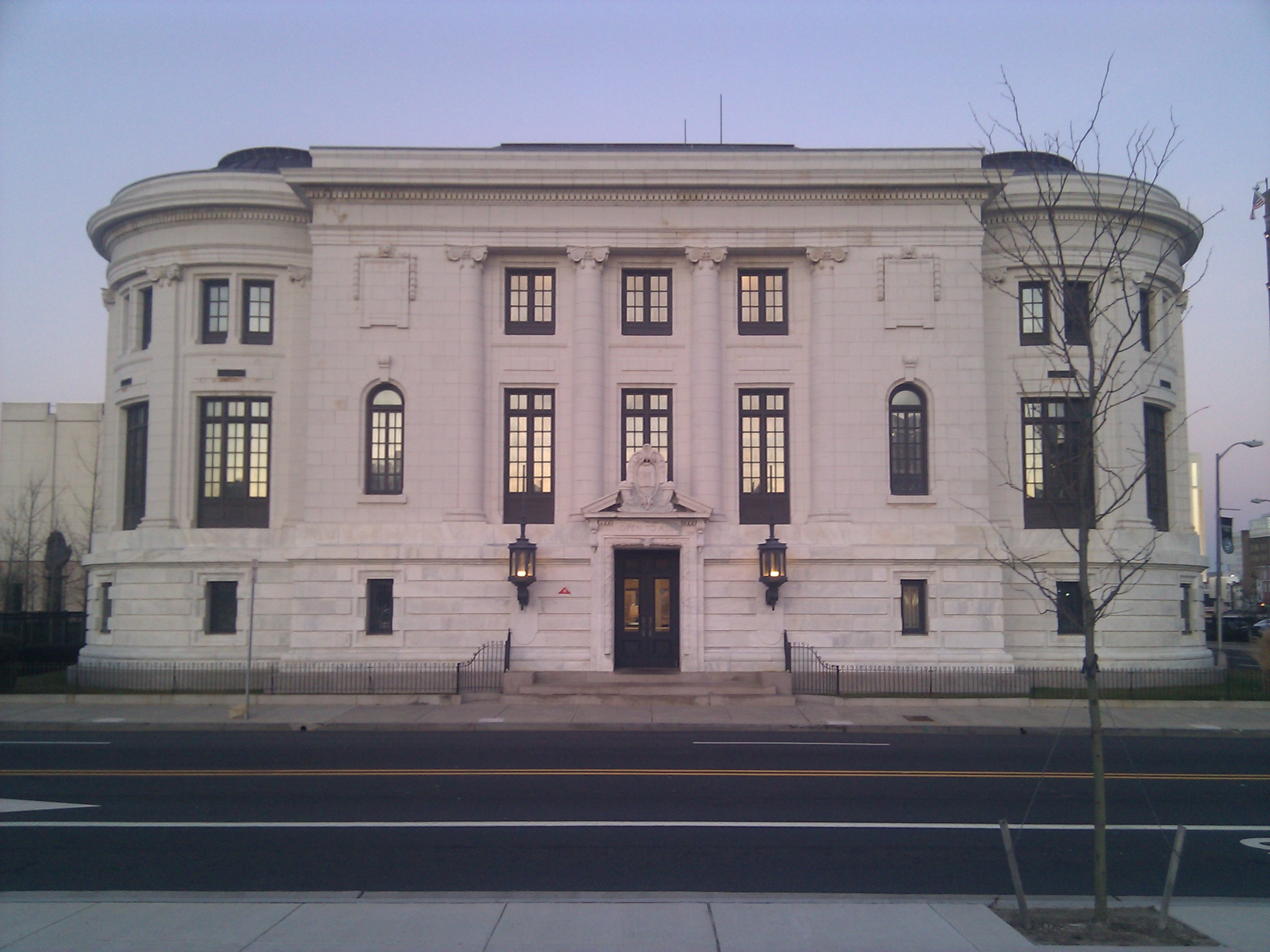
يقع مركز مكتبة كارنيجي في مكتبة كارنيجي عام 1903 في أتلانتيك سيتي

قامت الجامعة ببناء حرم جامعي في أتلانتيك سيتي في بوردووك وألباني أفينيو، مع مساكن للطلاب تطل على الشاطئ والممشى الخشبي. افتتحت جامعة ستوكتون أتلانتيك سيتي خريف 2018 مع أكثر من 500 طالب مقيم وأكثر من 1800 طالب يتلقون دورات في المركز الأكاديمي الجديد، الذي تم بناؤه في الموقع السابق لمدرسة أتلانتيك سيتي الثانوية. المشروع عبارة عن شراكة بين القطاعين العام والخاص مع شركة شركة تنمية أتلانتيك سيتي، أو إيه سي ديفكو، وهي منظمة غير ربحية على غرار شركة نيو برونزويك للتنمية، والتي وسعت حرم روتجرز في نيو برونزيك. يشتمل المشروع على مرآب للسيارات تعلوه مكاتب جديدة لشركة جنوب جيرسي جاز، مع 879 مكانًا لوقوف السيارات للاستخدام من قبل الجامعة وجنوب جيرسي جاز والجمهور؛ ومبنى أكاديمي يمكن أن يستوعب ما يصل إلى 1800 طالب. في أتلانتيك سيتي، تدير الجامعة مسرح دانتي هول ومركز مكتبة كارنيجي.
تشمل مصادر التمويل لحرم أتلانتيك سيتي 50.4 مليون دولار من السندات من هيئة تحسين مقاطعة أتلانتيك من عائدات تقارب 70 مليون دولار من الإعفاءات الضريبية الصادرة عن هيئة التنمية الاقتصادية في نيوجيرسي؛  17 مليون دولار من هيئة تنمية إعادة استثمار الكازينو (CRDA)؛ صناديق السندات الحكومية لبناء التعليم العالي؛ و 18 مليون دولار من ستوكتون.[بحاجة لمصدر]
في ديسمبر 2014، اشترت ستوكتون فندق وكازينو سنوبوت أتلانتيك سيتي المغلق مقابل 18 مليون دولار، مع خطط لتطوير حرم جامعي متكامل الخدمات يمنح درجات البكالوريوس والدراسات العليا وبرامج التدريب المهني الأخرى.  كان المنتجع السابق، الذي أطلق عليه اسم «حرم الجزيرة»، قد تم تحويله من أماكن الكازينو والموظفين إلى فصول دراسية وكافيتريا ومكاتب لأعضاء هيئة التدريس والموظفين. سيتم تجديد عدة طوابق من غرف الفنادق وتحويلها إلى سكن للطلاب، بينما سيتم تشغيل الغرف المتبقية كفندق. سيتم تعديل بيت البلوز لإيواء برامج الفنون المسرحية بالمدرسة.
بعد فترة وجيزة، تم الكشف علنًا عن أن شركة منتجعات ترامب الترفيهية لديها تعهدًا بالممتلكات، مما يمنع استخدام الموقع لأي شيء بخلاف الكازينو. من خلال هذا العهد، منعت منتجعات ترامب الترفيهية خطط ستوكتون لفتح حرم جامعي في أتلانتيك سيتي في ملكية سنوبوت. تعرض الرئيس ساتكامب لانتقادات شديدة لقيامه بعملية الشراء على الرغم من معرفته بالعهد.  توصلت الجامعة إلى اتفاق لتأجير العقار من المستثمر جلين ستراوب، الذي خطط لشراء سنوبوت. رفع ستراوب في وقت لاحق دعوى قضائية ضد الجامعة لمنع ستوكتون من التراجع عن الصفقة.  باعت ستوكتون ممتلكات سنوبوت لبارت بلاتستين في يناير 2016.

## أكاديميون
توفر البرامج الأكاديمية في ستوكتون فرصًا للدراسة في مجالات تشمل العدالة الجنائية وعلم النفس وعلوم البيئة وعلم الأحياء والأعمال والدراسات التاريخية والأدب. بالإضافة إلى ذلك، يتم تقديم دورات في المجالات الناشئة مثل العلوم الحسابية، وإدارة السياحة والضيافة، والأمن الداخلي. تقدم ستوكتون أيضًا برنامج دكتوراه في العلاج الطبيعي. يوفر قسم الدراسات المستمرة في كلية الدراسات العليا والدراسات المستمرة برامج تحمل ائتمانًا وشهادات غير ائتمانية، والتعليم المهني المستمر المعتمد من CE للعلوم الصحية، والخدمات البشرية والمتخصصين في الأعمال التجارية، وعددًا متزايدًا ومتنوعًا من عروض تعليم المجتمع.
تم الاعتراف بالبرامج الأكاديمية وأعضاء هيئة التدريس في ستوكتون من قبل منظمات معترف بها على المستوى الوطني مثل مؤسسة كارنيجي للنهوض بالتعليم والتعلم، والمؤسسة الوطنية للعلوم، والرابطة الأمريكية لكليات وجامعات الدولة، ومؤسسة جون سيمون غوغنهايم التذكارية، ولجنة جائزة بوليتسر. وأكاديمية القوات الجوية الأمريكية وبرنامج فولبرايت.

## الحياة الطلابية
تم تنظيم قسم شؤون الطلاب في ستوكتون لتقديم برامج وخدمات شاملة لأكثر من 8800 طالب، بما في ذلك أكثر من 3000 طالب يقيمون في مرافق الجامعة. تهدف هذه البرامج والخدمات إلى تحسين الحياة في الحرم الجامعي وإثراء البرامج الأكاديمية في ستوكتون.
تضم جامعة ستوكتون أكثر من 130 ناديًا ومنظمة طلابية رسمية بما في ذلك مجلس شيوخ الطلاب. يشرف مكتب تطوير الطلاب على جميع الأندية والمنظمات الطلابية.
هناك منظمات إعلامية طلابية، بما في ذلك أرغو، وهي صحيفة ينتجها الطلاب، ومثل إذاعة WLFR) 91.7) (راديو بحيرة فريد)، وهي محطة راديو إف إم مرخصة لشركة ستوكتون في عام 1984، ومثل محطة ستوكتون التلفزيونية، وهي محطة تلفزيونية داخل الحرم الجامعي في ستوكتون. مجلة ستوكبوت الأدبية هي نشرة أدبية سنوية تعرض الفن والشعر والكتابة لطلاب وخريجين ستوكتون. كتاب ستوكتون السنوي (المسار) هو سجل تاريخي للعام الدراسي.

### الحياة اليونانية
| أخويات - ألفا تشي رو. - ألفا فاي ألفا. - دلتا ألفا فاي. - إيوتا فاي ثيتا. - كابا ألفا ببسي. - كابا سيجما. - لامدا سيجما أبسيلون. - لامدا ثيتا فاي. - أوميجا بسي فاي. - فاي دلتا ثيتا. - سيجما ألفا إبسيلون. - سيجما بيتا رو. - سيجما باي. - تاو دلتا فاي. | منظمات الطوائف النسائية - ألفا كابا ألفا. - تشي أبسيلون سيجما. - دلتا دلتا. - دلتا فاي ابسلون. - دلتا سيجما ثيتا* دلتا زيتا. - لامدا ثيتا ألفا. - مو سيجما أبسيلون. - سيجما دلتا تاو. - سيجما جاما رو. - سيجما سيجما سيجما - زيتا فاي بيتا - زيتا تاو ألفا | الاخويات الخدمية - الفا فاي اوميجا. |

## الإسكان
يوجد في ستوكتون ست وحدات سكنية في الحرم الجامعي. الإسكان الثاني والثالث عبارة عن مجمعات من قاعات الإقامة التقليدية المكونة من ثلاثة طوابق، في حين أن الإسكان الأول والرابع والخامس عبارة عن مجمعات على طراز الشقق ذات طابع معماري متنوع.
- قاعة المؤسس (الإسكان الثاني والثالث): السكن الثاني عبارة عن مبنى مكون من 11 مبنى على طراز الأجنحة، ويضم حوالي 520 طالبًا، مع 17 مقيمًا في كل طابق و 51 لكل مبنى من ثلاثة طوابق. الإسكان الثالث عبارة عن مجمع مكون من خمسة مبان، ويضم ما يقرب من 300 طالب مع 20 طالبًا في الطابق الواحد و 60 طالبًا لكل مبنى. توفر القاعات السكنية نمط حياة جامعي تقليدي أكثر لتجربة السنة الأولى. في الأصل، كان يُطلب من جميع الطلاب الذين اختاروا العيش في الحرم الجامعي في عامهم الأول العيش في السكن الثاني أو السكن الثالث؛ ومع ذلك، وبسبب فصول الطلاب الجدد الكبيرة بشكل استثنائي في السنوات الأخيرة، تم تعيين بعض الطلاب الجدد في السكن 1 أيضًا.
- تتكون الشقق (الإسكان الأول والرابع والخامس) من ثلاثة مجمعات متعددة المباني. السكن الأول عبارة عن مجمع سكني بحديقة يتألف من 255 وحدة، و 1012 سريرًا، ويسمح لأربعة طلاب بالعيش في مكان قريب أثناء كونهم جزءًا من مجتمع محكمة أكبر من 128.
- يتكون السكن الرابع من ثمانية مبانٍ، كل منها يحتوي على ثماني شقق بغرفتي نوم، بإجمالي 246 سريرًا. كل شقة بها أربعة سكان. يتم فصل كل أربع شقق عن طريق بهو داخلي يؤدي إلى الجامعة الخضراء الترفيهية للإسكان IV.
- يتكون الإسكان V، الذي تم الانتهاء منه في عام 2008 كجزء من برنامج رأس المال، من مجمع من ستة مبان بإجمالي 384 سريرًا. يضم مركز وينج الخامس للإسكان أربعة طلاب، مع أربع غرف نوم بمدخل رئيسي. يتشارك هؤلاء الطلاب المطبخ وغرفة المعيشة مع زملائهم في الغرفة ويمكنهم الوصول إلى غرفة ترفيه مجتمعية أكبر.
- في خريف 2018 افتتحت ستوكتون حرمها الجامعي في أتلانتيك سيتي. يمكن أن يستوعب مجمع حرم أتلانتيك سيتي السكني حوالي 530 طالبًا. أنماط الغرفة عبارة عن استوديو لشخص واحد، وخاص لشخصين، وأربعة أشخاص مشترك وخاص، وستة أشخاص خاصين؛ كلها على طراز شقة مع مطابخ كاملة. يوجد أيضًا مركز لياقة بدنية، وغرف خلع الملابس، وغرفة بريد، وغرفة إرضاع، وساحتان خارجيتان، مع مساحة بيع بالتجزئة متاحة على طول شارع بوردووك الشهير عالميًا وفي شارع المحيط الأطلسي. يقدم إسكان التكييف عقد إسكان لمدة 9 أشهر و 12 شهرًا.[38] تمت زيادة عدد الغرف للعام الدراسي 2020-2021 للامتثال للوائح المتعلقة بوباء كوفيد-19 في نيوجيرسي.[39]

تختلف المجمعات السكنية ذات طراز السكن الأول والرابع والخامس من حيث التخطيط والمفروشات والأحجام والتسعير وخصوصية الطلاب. الغرف في جميع المساكن مؤثثة بالكامل وتشمل أسرة ومكاتب ومكاتب وسلة قمامة ومصابيح وهواتف وتكييف وسجاد وستائر. كما يتوفر تلفزيون مع قنوات الكابل وخدمة الهاتف. الغرف الفردية مفتوحة للطلاب الجدد على أساس محدود.

## الترتيب والاعتراف الخاص
تم تصنيف جامعة ستوكتون في المستوى 1 بين أفضل الكليات والجامعات العامة في البلاد في مسح 2015 لأفضل الكليات الأمريكية، للعام السابع على التوالي. في الاستطلاع السنوي الذي أجرته يو إس نيوز آند وورد ريبورت، تم تصنيف جامعة ستوكتون في المرتبة التاسعة بين الجامعات الإقليمية العامة في الشمال و 41 بين الجامعات الإقليمية الخاصة والعامة في الشمال.
في الماضي، تم تصنيف ستوكتون على أنها كلية فنون ليبرالية وطنية. قامت يو إس نيوز آند وورلد ريبورت بمراجعة فئاتها في أوائل عام 2007 وصنفتها ضمن الجامعات الإقليمية والمدارس العامة.
صنفت مجلة يو إس نيوز آند وورلد ريبورت أيضًا ستوكتون كواحدة من أفضل ست جامعات إقليمية صاعدة وقادمة في الشمال كجزء من تقريرها لعام 2014.
تم الاستشهاد بـ ستوكتون كواحدة من «الأفضل في الشمال الشرقي» في عام 2015 من قبل مراجعة برينستون وظهرت في دليل برينستون ريفيو لعام 2014 للكليات الخضراء.
قامت تايمز العسكرية، وهي منظمة تتألف من جيش التايمز وبحرية التايمز وقوة جوية التايمز وفيلق التايمز لمشاة البحرية، بتسمية ستوكتون في قائمة «الأفضل للأطباء البيطريين: الكليات 2019»، مما جعلها تحتل المرتبة رقم 24 في قائمة المدارس ذات الأربع سنوات.
في عام 2019، احتلت ستوكتون المرتبة رقم 35 في الجامعات الإقليمية الشمالية من قبل يو إس نيوز آند وورلد ريبورت. يتم تصنيف المدارس وفقًا لأدائها عبر مجموعة من مؤشرات التميز المقبولة على نطاق واسع. صنفت ستوكتون أيضًا في المرتبة رقم 17 في أفضل كليات قدامى المحاربين والمرتبة 9 في أفضل المدارس العامة في الشمال.

### أكاديمي
- في عام 1999، عرضت ستوكتون أول برنامج ماجستير في الآداب في الدولة في دراسات الهولوكوست والإبادة الجماعية.
- يعزز مركز موارد المحرقة وسام شوفر وسارة البحث والتعليم في دراسات الهولوكوست والإبادة الجماعية لتكريم الضحايا والناجين، ولتثقيف الأجيال الحالية والمستقبلية في فهم العنصرية ومعاداة السامية والكراهية والقمع.
- تم اختيار برامج الدراسات البيئية والعلوم البحرية من قبل أدلة بيترسون الميدانية والتحالف من أجل التثقيف البيئي (ANJEE) لإدراجها في التعليم من أجل الأرض، وهو دليل لأفضل برامج الدراسات البيئية.
- أكثر من 850 طالبًا مسجلين حاليًا في 13 برنامجًا للدراسات العليا في ستوكتون، والتي تشمل درجة الدكتوراه في العلاج الطبيعي.
- أشار تقرير صدر عام 2012 عن فريق تقييم للجنة الولايات الوسطى للتعليم العالي في الولايات الوسطى إلى أن «ستوكتون قد اجتذبت هيئة تدريس مؤهلة تأهيلا عاليا وملتزمة تعرب عن التزامها القوي بالتدريس والمبادئ بالإضافة إلى زيادة إنتاجيتها في البحث والمنشورات والإبداع. نشاط.»

### بنيان
- تم الاستشهاد بالحرم الجامعي الخطي الأصلي كواحد من «الكنوز المعمارية العشرة» لنيوجيرسي من قبل نيو جيرسي الشهرية (أبريل 1999) لأسلوبها الحداثي الدولي، الذي صممه في أواخر الستينيات من قبل روبرت جيديس من بريشر كننغهام للمهندسين المعماريين.[44] يفتح الاستخدام السخي للزجاج وجهات نظر لإعداد بينيلاندس. صمم المهندس المعماري الشهير مايكل جريفز مبنى الفنون والعلوم (1991-1996) بأسلوب ما بعد الحداثة، بألوان عضوية.[45]
- بعد تجديد إف-وينج في عام 2006، حصلت ستوكتون على شهادة الريادة في تصميمات الطاقة والبيئة من مجلس المباني الخضراء الأمريكي.
- في عام 2008، حصلت ستوكتون على جائزة «مشروع أخضر متميز» من عرض تصميم التعليم للإسكان الخامس (ستة قاعات سكنية).[46]
- حصل مركز الحرم الجامعي على شهادة LEED® الذهبية التي أنشأها مجلس المباني الخضراء الأمريكي. الريادة في الطاقة والتصميم البيئي (LEED) هو البرنامج الأبرز في البلاد لتصميم وبناء وتشغيل المباني الخضراء عالية الأداء.
- مركز العلوم الموحدة، وهو مرفق تبلغ مساحته 66350 قدمًا مربعًا تم افتتاحه في عام 2013، يشتمل على ميزات موفرة للطاقة وثلاثة أعمال فنية مدهشة مرتبطة بالغرض البيئي والعلمي للمبنى: منحوتة جزيئية مائية للفنان لاري كيركلاند ؛ الموجة، تركيب زجاجي ملون معلق للفنان راي كينج ؛ وأشرعة، تركيب زجاجي ملون ثانٍ من كينج.[47]
- تم تمهيد الأرضية في عام 2014 لتوسيع 54000 قدم مربع، ومركز العلوم الموحدة 2 ومركز العلوم الصحية، الذي تم افتتاحه في عام 2018.[48]

## المبادرات الخضراء
ستوكتون هو حرم جامعي صديق للبيئة يتميز بمضخة حرارية أرضية وخلايا وقود وألواح كهروضوئية. في عام 2002، قامت ستوكتون بتثبيت 200 خلية وقود كيلوواط بتكلفة أولية 1.3 مليون دولار. قدم مجلس نيوجيرسي للمرافق العامة منحة لتغطية معظم تكلفة الوحدة، حيث دفعت ستوكتون 305000 دولار فقط. قدمت صناعات جنوب جيرسي (SJI) أيضًا خصمًا قدره 710,000 دولار للوحدة. توفر خلية الوقود أقل بقليل من 10٪ من إجمالي الطاقة للحرم الجامعي ؛ تمتلك ستوكتون أقل تكلفة للطاقة لكل طالب بين جامعات نيوجيرسي.
حصلت ستوكتون على شهادة الريادة في تصميمات الطاقة والبيئة (LEED) الوطنية لتصميمها المستدام الجديد. في عام 2006، حصلت توسعة إفوينج، بما في ذلك الفصول الدراسية والمكاتب والأتريوم، على شهادة (LEED) (الريادة في الطاقة والتصميم البيئي) المرموقة من مجلس المباني الخضراء في الولايات المتحدة.
أدى التزام ستوكتون بالتصميم المسؤول بيئيًا إلى مبادرات «خضراء» أدت إلى توفير الطاقة وخفض انبعاثات غازات الاحتباس الحراري. وتشمل هذه التطورات في الحرم الجامعي لواحد من أكبر أنظمة التدفئة والتبريد الحرارية الأرضية في العالم. تتضمن أنظمة الطاقة الحرارية الأرضية تخزينًا موسميًا للطاقة الحرارية بحيث يمكن جمع الحرارة المهدرة أو برد الشتاء عند توفرها موسمياً وتخزينها للاستخدام في المواسم المتقابلة. تم تركيب نظام تخزين الطاقة الحرارية البئر (BTES) في عام 1994 ويستخدم لتدفئة النصف الأقدم من الحرم الجامعي، مع الحرارة المهدرة التي يتم جمعها من معدات تكييف الهواء هناك. في عام 1995، تم تركيب خلايا وقود وألواح كهروضوئية لتوليد الطاقة.
بدأ تشغيل نظام تخزين الطاقة الحرارية للخزان الجوفي (ATES)، وهو الأول من نوعه في الولايات المتحدة، في عام 2008. يقلل نظام (ATES) من كمية الطاقة المستخدمة لتبريد مباني ستوكتون الجديدة من خلال تخزين برد هواء الشتاء في المياه والصخور في طبقة المياه الجوفية الجوفية، وسحبها في الصيف للتبريد. (نظرًا لأن معايير عزل المباني قد تغيرت بمرور الوقت، فإن المباني القديمة تتمتع بتدفئة أعلى من حاجة التبريد، والعكس صحيح بالنسبة للمباني الأحدث.)
في عام 2008، وافقت ستوكتون على اتفاقية مع شركة مارينا للطاقة لتركيب الألواح الشمسية على سطح المركز الرياضي بيج بلو لتوليد الكهرباء. شركة مارينا للطاقة هي شركة تابعة لجنوب جيرسي إندستريز. لم تدفع ستوكتون شيئًا مقابل المعدات ووقعت اتفاقية لمدة 10 سنوات لشراء الطاقة المولدة. في عام 2009 تم الانتهاء من الوظيفة.
كجزء من خطة رأس المال، تم بناء الإسكان الخامس في عام 2009 لاستيعاب الطلب المتزايد على سكن الطلاب. إنه يدمج التدفئة والتبريد الحراري الأرضي باستخدام تقنية الحلقة المغلقة، بإجمالي قدرة تبريد تبلغ 450 طنًا. للقضاء على احتمال تلوث المياه الجوفية في حالة حدوث تسرب، يتم توفير حماية من التجمد في السائل المتداول. يستوعب التصميم أنظمة التدفئة الحرارية الشمسية المستقبلية. يشمل التصميم المستدام المناظر الطبيعية: تم زرع الأشجار المتساقطة في الطابق العلوي على طول الواجهات المواجهة للجنوب لقاعات الإقامة لتوفير الظل خلال أشهر الصيف، مع السماح بدفء الشمس للوصول إلى المباني خلال فصل الشتاء. حصل هذا التصميم على جائزة «المشروع الأخضر للتميز» من معرض تصميم التعليم.
كان المشروع الأخضر التالي لشركة ستوكتون أكبر مشروع بناء منفرد في تاريخها. تم تصميم وبناء الحرم الجامعي الجديد وفقًا لمعيار LEED الذهبي لمجلس المباني الخضراء الأمريكي في التصميم المستدام، وتم الانتهاء منه في عام 2011، ويوفر 153,000 قدم مربع (14,200 م2) مساحة لتناول الطعام ومحل لبيع الكتب وحمام سباحة ومسرح وصالات ومكاتب.
سوف يستخدم 25٪ طاقة أقل من البناء القياسي و 40٪ ماء أقل. تشمل الميزات الأخرى المواد اللاصقة منخفضة الانبعاث والمواد المانعة للتسرب والدهانات والطلاء. تشمل الميزات «الخضراء» الإضافية للمبنى نظامًا لتجميع مياه الأمطار لري «حديقة مطرية» في الموقع ذات مناظر طبيعية بأنواع نباتية أصلية ومتكيفة. كما أن لديها نظام متطور لإدارة الطاقة للتدفئة والتبريد والتهوية والإضاءة.
في عام 2013، تلقت ستوكتون موافقة من لجنة نيو جيرسي بينيلاندس لإدارة أول خطة شاملة لإدارة الغابات في الولاية على الأراضي العامة. تدير ستوكتون بنشاط أكثر من 1500 فدان من الغابات في حرمها الجامعي، مما يفيد سكان الحياة البرية المحليين، ويحمي الحرم الجامعي من الحرائق ومسببات الأمراض ويوفر الترفيه مثل المشي لمسافات طويلة ومشاهدة الحياة البرية.

## ألعاب القوى
تميمة الفريق هي العقاب النساري.
- تشمل الرياضات بين الكليات: الرجال والنساء عبر الضاحية، الهوكي الميداني، كرة القدم للرجال والنساء، التنس النسائي، الكرة الطائرة النسائية، كرة السلة للرجال والسيدات، المضمار والميدان الداخلي للرجال والنساء، البيسبول، لاكروس للرجال والنساء، التجديف النسائي، الكرة اللينة، السيدات الجولف والمسار والميدان في الهواء الطلق للرجال والسيدات.
- تشمل الرياضات الجماعية : كرة القدم ذات العلم، وكرة القدم الداخلية، والكرة الطائرة، وكرة المراوغة، وكرة السلة، وهوكي الشوارع، والكرة اللينة.
- تشمل رياضات النادي: البولينج، هوكي الجليد، الجيو جيتسو، الجودو، تنس الطاولة، صيد الأسماك، التجديف الرجالي، الفريسبي النهائي، المبارزة، الكرة الطائرة للرجال، تدريب الأثقال المختلط، الكويدتش، الجولف، الغوص، التنس المختلط، والرياضات الإلكترونية .
- كما تقدم ستوكتون فرقة للتشجيع مفتوحة لكل من الطلاب والطالبات. يلعب الفريق بشكل تقليدي في جميع مباريات كرة السلة للرجال والسيدات.

### مرتبة الشرف
- كان بول لويس هو بطل NCAA شعبة III لمسافة 400 متر في عام 1981
- 2001، أبطال كرة القدم للرجال من NCAA شعبة III. حصل المدرب جيف هينز على لقب «مدرب العام» في القسم الثالث من الرابطة الوطنية لرياضة الجامعات.
- 2003، طالبة ستوكتون، كيم مارينو، كانت بطلة القفز بالقطب للسيدات من (NCAA)، القسم الثالث داخليًا وخارجيًا، وحاملة الرقم القياسي.
- تسعة أبطال وطنيين من (NCAA) في سباقات المضمار والميدان
- مدرب كرة السلة للرجال جيري ماثيوز هو مدرب كرة السلة الجامعي الفائز في تاريخ ولاية نيو جيرسي. تقاعد ماثيوز من جامعة ستوكتون قبل بداية موسم 2016-2017. تم تسمية ملعب كرة السلة باسم «ملعب جيري ماثيوز» تكريما له.
- حصل اثنان من أصحاب الميداليات الأولمبية على منصب المدير الرياضي في ستوكتون: دون براج (1960 ذهبية القفز بالزانة) وجي لاري جيمس (1968 4x400 تتابع ذهبية و 400 متر فضية).
- كان بول كليميتش بطل الوثب الطويل للرجال من الدرجة الثالثة في الرابطة الوطنية لرياضة الجامعات في 2005 و 2006.[53]
- تيفاني ماسور كانت بطلة الرمح للسيدات من القسم الثالث في الرابطة الوطنية لرياضة الجامعات في 2005.[54]
- تقدمت كرة السلة للرجال إلى النهائي الرابع (NCAA) في عامي 1987 و 2009.
- تقدمت كرة القدم النسائية إلى واستضافت النهائي الرابع للرابطة الوطنية لرياضة الجامعات في عام 1995.
- تقدمت كرة القدم الرجالية إلى النهائي الرابع في الرابطة الوطنية لرياضة الجامعات في عام 1999 ونخبة النخبة في عام 2004.
- جاريد لويس كان بطل الوثب الثلاثي للفرقة الثالثة في الرابطة الوطنية لرياضة الجامعات في عامي 2017 و 2018.

### الفنون
في عام 2010، دخلت كلية ستوكتون في شراكة مع مركز الفنون الجميلة بجنوب جيرسي، متحف نويس حيث ستوفر ستوكتون الأموال للإصلاحات المطلوبة، وسيوفر نويز الوصول إلى مجموعاتهم إلى ستوكتون. نمت الشراكة، وفي النهاية تخلت مؤسسة نويس التي كانت تدير المتحف بالكامل عن أصولها وسيطرتها على المتحف إلى ستوكتون في الفترة من 2016-2017 –   المتحف حاليًا بدون منزل دائم بعد إغلاق موقعه الأصلي عام 1983 في عام 2016، ولكن مجموعته معروضة في منتجع ستوكتون سي فيو ونادي الجولف بالإضافة إلى قاعة كرامر في هامونتون، بالإضافة إلى موقعين في أتلانتيك سيتي.

## مشاهير

### الكلية والطاقم
- حصل ستيفن دن، الأستاذ الفخري المتميز في الكتابة الإبداعية، على جائزة بوليتسر للشعر لعام 2001 عن مجموعته الشعرية، «ساعات مختلفة».
- تحدثت رئيسة الجامعة فيرا كينغ فارس في منتدى ستوكهولم الدولي حول الهولوكوست في عام 1999، الذي استضافه رئيس وزراء السويد وحضره 44 رئيس دولة.[58]
- كان لاري جيمس (1947-2008)، الحاصل على الميدالية الذهبية في دورة الألعاب الأولمبية الصيفية لعام 1968، مديرًا رياضيًا في ستوكتون لمدة 28 عامًا. في عام 2007، تم تسمية منشأة ستوكتون للمسار وكرة القدم باسم «ملعب جي لاري جيمس» تكريما له.[59]
- تعمل الدكتورة جانيس جوزيف، أستاذة العدالة الجنائية المتميزة، في المجلس التنفيذي للمجلس الاستشاري الدولي العلمي والمهني (ISPAC) لبرنامج الأمم المتحدة لمنع الجريمة والعدالة الجنائية، وهو معهد تابع للأمم المتحدة عقد في ميلانو، إيطاليا [60]
- الدكتور ويليام سي لوبينو، زميل الجمعية التاريخية الملكية، مؤلف ومؤرخ، يشغل منصب رئيس مؤتمر أمريكا الشمالية للدراسات البريطانية. من بين أعماله العديدة المنشورة: رسل كامبريدج، 1820-1914: الليبرالية، والخيال، والصداقة في الحياة الفكرية والمهنية البريطانية . مطبعة جامعة كامبريدج، 1998
- الدكتورة كارول ريتنر، راهبات الرحمة RSM، أستاذة مميزة لدراسات الهولوكوست والإبادة الجماعية، وتعتبر واحدة من أعظم 50 باحثًا عن الهولوكوست. شاركت في إنتاج الفيلم المرشح لجائزة الأوسكار The Courage to Care استنادًا إلى كتابها الذي يحمل نفس الاسم، وقد ألفت أو حررت أكثر من 15 كتابًا. تحدث الدكتور ريتنر في الأمم المتحدة مرتين في عام 2014، حول قضايا تتعلق بالإبادة الجماعية في رواندا والمحرقة.[61]
- الدكتورة باتريشيا ريد ميريت، أستاذة متميزة في الخدمة الاجتماعية ودراسات أفريكانا، مؤلفة معترف بها على المستوى الوطني وباحثة في دراسات أفريكانا، وقد ترأست اللجنة لوضع تمثال للناشطة في مجال الحقوق المدنية فاني لو هامر في رولفيل، ميسيسيبي.
- الدكتور ستيوارت فاريل هو مؤسس ومدير مركز الأبحاث الساحلية في ستوكتون، وهي منظمة معروفة على المستوى الوطني تعمل في قضايا إدارة المناطق الساحلية على مستوى الحكومات الفيدرالية وحكومات الولايات والبلديات.
- القس. كان د. ديميتريوس ج. كونستانتيلوس، الأستاذ الفخري المتميز في التاريخ والدراسات الدينية، وكاهنًا متقاعدًا من الكنيسة الأرثوذكسية اليونانية، خبيرًا في التاريخ الاجتماعي والديني وحضارة الإمبراطورية البيزنطية. قام بتأليف 15 كتابًا وتحرير 10 آخرين. افتتحت مجموعة كونستانتلوس اليونانية وقاعة القراءة في سبتمبر 2014، وتضم 3000 عمل نادر وهام من مجموعته في الحرم الجامعي.[62]
- حصل أستاذ الفن المتميز ويندل أ. وايت على زمالة غوغنهايم في عام 2003 لإبداعه الاستثنائي في التصوير الفوتوغرافي.[63]
- الدكتور ديفيد ليستر، أستاذ علم النفس المتميز، هو أحد علماء الانتحار الرائدين في العالم. وهو باحث ومؤلف بارع في العديد من التخصصات الأكاديمية، مع أكثر من 2300 مطبوعة حول العالم.[64]

### الخريجين
- إيمي بيلجارد (مواليد 1974)، محامٍ وسياسي أمريكي يعمل كقاضي في محكمة نيو جيرسي العليا [بحاجة لمصدر]
- كيفن إم. كاثكارت (فئة 1975)، المدير التنفيذي السابق لمؤسسة لامدا القانونية (1992-2016)، والذي يعتبر كان «عميد» قادة (LGBT)، [65] وهي مؤسسة وطنية غير ربحية كبرى. قاد كيفن إم. كاثكارت الاستراتيجية لإلغاء قوانين الدولة لمكافحة اللواط التي تجرم العلاقات الجنسية بالتراضي بين البالغين من نفس الجنس، مما أدى إلى فوز المحكمة العليا عام 2003 في قضية لورانس ضد تكساس.[66]
- كريستوفر ج.كونورز (مواليد 1956)، عضو مجلس شيوخ نيو جيرسي
- بوب كروفورد (مواليد 1971)، عضو مؤسس وعازف قيثارة للفرقة المرشحة لجائزة جرامي الأخوان أفيت.
- ماثيو برات جوتيرل (مواليد 1971)، مؤرخ، أستاذ دراسات أفريكانا والدراسات الأمريكية بجامعة براون ومؤلف
- لوريل هيستر (1956-2006)، ملازم في شرطة نيوجيرسي ارتقى إلى مستوى الاهتمام الوطني من خلال استئنافها الناجح على فراش الموت لتمديد استحقاقات المعاش التقاعدي لشريكها المنزلي. تم عرض معركتها في فريهولد (2007)، الحائزة على جائزة الأوسكار لأفضل فيلم وثائقي قصير، والفيلم الروائي الذي يحمل نفس الاسم (2015)، والذي صورت فيه جوليان مور هيستر.
- هارفي كيسلمان (مواليد 1951)، الرئيس الخامس لجامعة ستوكتون، تم افتتاحه في عام 2016. إنه أول خريج من ستوكتون يصبح رئيسًا وكان عضوًا في الفصل الأول في ستوكتون. كان كيسلمان من بين هؤلاء الطلاب الذين يشار إليهم بمودة باسم طلاب «ماي فلاور»، لأن الصفوف الأولى في عام 1971 عقدت في فندق ماي فلاور، الواقع على ممر أتلانتيك سيتي، بينما كان يتم الانتهاء من تشييد المباني الأكاديمية الأولى في الحرم الجامعي الرئيسي في جالاوي. [20]
- بروس لاركن (مواليد 1957)، مؤلف كتب الأطفال
- فريدريك جون لافيرن، كان مرشحًا ديمقراطيًا لعام 2018 سعى للانتخاب لمجلس النواب الأمريكي لتمثيل منطقة الكونجرس الثالثة في نيوجيرسي.[67]
- كاترينا لو (مواليد 1985)، ممثلة، سبارتاكوس: الانتقام والسهم
- ماركوس الكبرى، هو مؤلف الأمريكي. اشتهر بكتابة الروايات المتعلقة بمصالح الحب الأمريكية الأفريقية. [بحاجة لمصدر]
- تيم ليناهان (مواليد 1959)، مدرب كرة القدم للرجال، جامعة نورث وسترن
- سانتياغو سولاري (مواليد 1976)، لاعب كرة قدم أرجنتيني

## روابط خارجية
- الموقع الرسمي
.
- الموقع الرسمي لألعاب القوى.